# Blindia compacta
Blindia compacta là một loài rêu trong họ Seligeriaceae. Loài này được (Schwägr.) Müll. Hal. mô tả khoa học đầu tiên năm 1900.